# Comportamento antissocial
O comportamento antissocial (pré-AO90: anti-social) é caracterizado pelo desprezo ou transgressão das normas da sociedade, frequentemente associado a um comportamento ilegal.
Ter comportamentos antissociais em algum momento não indica necessariamente um transtorno de personalidade antissocial (também conhecido como psicopatia ou sociopatia). Indivíduos antissociais frequentemente ignoram a possibilidade de estar afetando negativamente outras pessoas, por falta de empatia com o sofrimento de outras. Exemplos de comportamentos antissociais incluem desde de crimes sérios como homicídio, piromania, furto, vandalismo quanto desrespeitos mais leves como críticas cruéis, bullying, sadismo, invadir a privacidade alheia e falar palavrões.
O termo antissocial também é aplicado no senso comum a pessoas com aversão ao convívio social, como a fobia social, introvertidas, tímidas ou reservadas (que não é sinônimo do termo "antissocial" referente à psiquiatria, o mais correto para estes casos de acordo com a psiquiatria é o termo misantropia). Clinicamente, antissocial aplica-se a atitudes agressivas contrárias e prejudiciais à sociedade, não a inibições ou preferências pessoais.

## Causas
Segundo Sidman (1995), indivíduos antissociais aprendem a comportar-se dessa forma à medida que seus atos produzem como consequência a remoção ou a eliminação de eventos perturbadores, ameaçadores ou perigosos, de forma que ele consiga livrar-se, fugir, esquivar-se ou diminuir a frequência ou a intensidade de uma estimulação considerada negativa. Quando os agentes punidores (geralmente os pais e o Estado) não estabelecem limites e consequências eficientes, consistentes e claros com aviso prévio para os comportamentos transgressores, eles tendem a continuar. Estudos mostram que esses comportamentos vão se agravando com a transição da infância para a adolescência de forma que agressividade excessiva na infância é um preditor de agressividade na adolescência e associado positivamente ao uso de drogas e deliquência e mesmo na idade adulta.
É provável que fatores genéticos e neurológicos estejam envolvidos nesse comportamento.

## Possíveis diagnósticos
O comportamento antissocial pode ser sintoma de três psicopatologias em psiquiatria:
- Transtorno de personalidade antissocial (apenas para maiores de 18 anos)[5]
- Transtorno de conduta
- Transtorno desafiador de oposição

É importante ressaltar que mesmo indivíduos saudáveis podem ter comportamentos antissociais em determinadas condições e mesmo assim não apresentar nenhum desses diagnósticos.
Esses comportamentos estão associados a prática do bullying, geralmente por adolescentes. Pessoas que foram vítimas de comportamentos antissociais tem mais chance de repetirem tal comportamento em outros contextos. Em um estudo filhos em idade escolar de mães que sofriam com violência conjugal tinham 21% de exercer comportamentos antissociais.

## Tratamento
Quanto mais jovem o paciente e menos graves os sintomas, maior a probabilidade de o indivíduo se beneficiar de uma psicoterapia. Na terapia analítico-comportamental, o foco do tratamento está em levar o indivíduo a discriminar as ameaças de punição a si mesmo no ambiente para comportamentos transgressores e os benefícios (reforços positivos) de seguir certas regras. Frequentemente, é útil se incluir a família no tratamento para um treino de assertividade, de comportamentos mais adaptativos e para que eles reforcem positivamente comportamentos mais adaptativos recorrendo o mínimo possível a punições físicas. A hospitalização pode ser necessária no caso de risco iminente para si mesmo ou para outros (especialmente risco de homicídio).
Tratamentos medicamentosos não têm sido muito eficazes para tratar os comportamento antissociais em si, mas podem ser úteis para tratar comorbidades que desencadeiem esse comportamento, como hiperatividade (43% dos casos), transtornos das emoções (ansiedade, depressão nervosa, obsessão-compulsão; em 33% dos casos), esquizofrenia paranoide (10%), transtorno de personalidade limítrofe (6%), entre outros.